# Embarcation commando à usage multiple embarquable
Pour les articles homonymes, voir Écume.
L'Embarcation commando à usage multiple embarquable (ECUME) est un canot semi-rigide utilisé par la Marine nationale française fabriqué par Zodiac Milpro. Elle devait remplacer l'embarcation de transport rapide pour commandos (ETRACO) semi-rigide, fabriquée par Zodiac Milpro, avant que le contrat ne soit annulé en janvier 2009. 

## Historique
En octobre 2006, la Délégation générale pour l'Armement notifie à VT Halmatic une commande de 20 exemplaires basés sur le Pacific 28. L'exemplaire no 1 de l'ECUME, livrée le 3 janvier 2008 à Lorient, passe avec succès différents tests contractuels à la base des commandos marine de Lorient puis sur les frégates Latouche-Tréville et Courbet. Cependant, les essais opérationnels démontrent que l’embarcation n’atteint pas totalement les objectifs du cahier des charges. Donc, le 23 janvier 2009, la Délégation générale pour l'Armement annule le contrat et décide de lancer un nouvel appel d'offres.
En 2011, la DGA a notifié à la société Zodiac Milpro la réalisation du programme ECUME NG et la commande de 20 embarcations.

## Configurations
L'ECUME peut être embarquée à raison de 2 exemplaires sur les frégates de classe Aquitaine (versions AVT, voire ASM), sur les frégates de classe La Fayette et Floréal, les BPC de classe Mistral, les TCD  du classe Foudre et les bâtiments de transport léger BATRAL de classe Champlain. Les engins sont enfin aérolargables en mer à partir d'avions C-160 Transall, C-130 Hercules et A400M. Destinées aux raids nautiques à grande vitesse, les ECUME devaient être livrées en six versions : Assaut, raid RIB (déploiement de petites embarcations), raid TSM (déploiement de tracteurs sous-marins), raid kayak, appui feu et commandement (gestion d'un groupe d'ECUMEs).

## Caractéristiques
- Longueur : 9,5 m
- Masse : 7 t
- Propulsion : Moteur diesel inboard Marine Diesel et hydrojet
- Vitesse : +45 nœuds
- Rayon d'action :
- Équipage : 11